# École de Dakar (histoire)
Pour les articles homonymes, voir École de Dakar.
L'École de Dakar est la dénomination appliquée à l'origine par l'universitaire sénégalais Boubacar Barry aux historiens africains qui se sont inscrits dans la mouvance de l'égyptologue Cheikh Anta Diop à partir du milieu des années 1950.